# Ганс-Ахім фон Розенберг-Грущинський
Ганс-Ахім фон Розенберг-Грущинський (нім. Hans-Achim von Rosenberg-Gruszczynski; 4 червня 1917, Вільгельмсгафен — 19 березня 1943, Атлантичний океан) — німецький офіцер-підводник, оберлейтенант-цур-зее крігсмаріне.

## Біографія
Представний знатного прусського і польського роду. 3 квітня 1937 року вступив на флот. З 7 травня 1941 по 31 травня 1942 року — командир підводного човна U-18, з 18 липня 1942 року — U-384, на якому здійснив 2 походи (разом 68 днів у морі). 19 березня 1943 року U-384 був потоплений у Північній Атлантиці західніше Ірландії (54°18′ пн. ш. 26°15′ зх. д.) глибинними бомбами британського бомбардувальника «Летюча фортеця». Всі 47 членів екіпажу загинули.
Всього за час бойових дій потопив 2 кораблі загальною водотоннажністю 13 407 тонн.
| Дата            | Назва корабля | Тип               | Тоннаж | Вантаж                             | Екіпаж | Загинули | Країна             | Конвой |
| --------------- | ------------- | ----------------- | ------ | ---------------------------------- | ------ | -------- | ------------------ | ------ |
| 9 січня 1943    | Louise Lykes  | Торговий пароплав | 6,155  | Військове спорядження і боєприпаси | 85     | 85       | США                |        |
| 17 березня 1943 | Coracero      | Торговий пароплав | 7,252  | 5758 тонн мороженого м’яса і пошти | 58     | 5        | Британська імперія | HX-229 |

## Звання
- Кандидат в офіцери (3 квітня 1937)
- Морський кадет (21 вересня 1937)
- Фенріх-цур-зее (1 травня 1938)
- Оберфенріх-цур-зее (1 липня 1939)
- Лейтенант-цур-зее (1 серпня 1939)
- Оберлейтенант-цур-зее (1 вересня 1941)

## Нагороди
- Нагрудний знак підводника (18 лютого 1941)
- Залізний хрест
  - 2-го класу (18 лютого 1941)
  - 1-го класу (5 лютого 1943)